# Mergelland
Das Mergelland, auch Heuvelland (deutsch Hügelland) genannt, ist ein in Südlimburg gelegener Teil der Niederlande. Es bildet den höchstgelegenen Teil der Niederlande und ist durch seine hügelige Landschaftsform gänzlich untypisch für die Niederlande. Benannt ist es nach dem kalkigen Boden, aus dem schon seit langer Zeit Kalkstein abgebaut wird.
Die größten Ortschaften sind Vaals, Simpelveld, Gulpen-Wittem und Valkenburg. Das Mergelland ist touristisch gut erschlossen und für Niederländer eines der beliebtesten Urlaubsziele für Inlandsreisen. Mehrere hundert Kilometer Wanderwege und Radwege, darunter die „Mergellandroute“, ziehen sich durch das hügelige Gebiet.
Wegen der für die Niederlande außergewöhnlichen Steigungen führen alle größeren niederländischen Straßenradrennen durch diese Region. Eines darunter ist das Rennen Hel van het Mergelland, das seit 2012 als Volta Limburg Classic bezeichnet wird.
Im englischen Sprachgebrauch wird das Mergelland auch als „Dutch Mountains“ bezeichnet. International bekannt wurde diese Bezeichnung durch den gleichnamigen Song der niederländischen Popgruppe „The Nits“.